# سه تفنگدار (فیلم ۱۹۲۱)
سه تفنگدار (انگلیسی: The Three Musketeers) یک فیلم صامت آمریکایی به کارگردانی فرد نیبلو است که در سال ۱۹۲۱ منتشر شد.

## بازیگران
- داگلاس فربنکس
- یوجین پلت
- سیدنی فرانکلین
- مارگریت د لا موت
- باربارا لا مار
- آدولف منژو
- جرج سیگمن
- چارلز استیونس
- ماری مک‌لارن
- لان پاف